# CBAF-FM-5
CBAF-FM-5 est une station de radio canadienne francophone située à Halifax, dans la province de la Nouvelle-Écosse. Elle est détenue et opérée par la Société Radio-Canada et affiliée à son réseau généraliste ICI Radio-Canada Première. Ses programmes sont diffusés à travers toute la province ainsi que dans la province de Terre-Neuve-et-Labrador.

## Histoire
La station CBAF-FM-5 en 1979 d'abord comme un simple réémetteur de CBAF-FM Moncton, Nouveau-Brunswick (sous les lettres d'appel CBAF-19-FM devenue CBAF-FM-5 le 1er septembre 1989 lors de la conversion au FM de CBAF) entre officiellement en ondes comme station à part entière en 1987.
Une émission du matin destinée à la Nouvelle-Écosse et Terre-Neuve est produite depuis les studios de Moncton, Nouveau-Brunswick à compter de 1986.

## Programmation régionale
- Le réveil - Nouvelle-Écosse/Terre-Neuve - Lundi au vendredi de 6 h à 9 h

### Programmation inter-régionale
- La matinale - Édition Acadie - Lundi au vendredi de 9 h à 10 h - Émission produite par CBAF-FM Moncton et diffusée sur CBAF-FM, CBAF-FM-5 et CBAF-FM-15.
- ICI le midi - Lundi au vendredi de 12 h à 12 h 30 (sauf certains jours fériés et sauf lors de la période des fêtes de fin d'année et lors de la période estivale) - Émission produite par CBAF-FM Moncton et diffusée sur CBAF-FM, CBAF-FM-5 et CBAF-FM-15.
- L'heure de pointe Acadie - Lundi au vendredi de 16 h à 18 h - Émission produite par CBAF-FM Moncton et diffusée sur CBAF-FM, CBAF-FM-5 et CBAF-FM-15.
- Michel le samedi - Samedi de 7 h à 11 h - Émission produite par CBAF-FM Moncton et diffusée sur CBAF-FM, CBAF-FM-5 et CBAF-FM-15.
- Ça se passe ici - Samedi de 11 h à 12 h - Émission produite par CBAF-FM-5 Halifax et diffusée sur CBAF-FM, CBAF-FM-5 et CBAF-FM-15.
- Le réveil - Lundi au vendredi de 6 h à 9 h (jours fériés, période des fêtes de fin d'année et période estivale) - Émission produite en alternance par CBAF-FM-5 et CBAF-FM-15 et diffusée sur CBAF-FM-5 et CBAF-FM-15.

## Émetteurs
| Villes                                             | Identifiant | Fréquence | Puissance    | Classe | Coordonnées géographiques,   | Décision CRTC |
| -------------------------------------------------- | ----------- | --------- | ------------ | ------ | ---------------------------- | ------------- |
| Halifax (Station source)                           | CBAF-FM-5   | 92.3 FM   | 91 000 watts | C      | 44° 39′ 03″ N, 63° 39′ 25″ O | 95-2          |
| Middleton                                          | CBAF-FM-6   | 107.5 FM  | 19 000 watts | B      | 45° 04′ 45″ N, 64° 48′ 51″ O |               |
| Digby                                              | CBAF-FM-7   | 104.7 FM  | 450 watts    | A      | 44° 40′ 35″ N, 65° 44′ 01″ O | 2017-408      |
| Weymouth                                           | CBAF-FM-8   | 100.9 FM  | 1 428 watts  | A      | 44° 25′ 36″ N, 66° 00′ 58″ O | 88-205        |
| Yarmouth                                           | CBAF-FM-9   | 107.3 FM  | 1 730 watts  | A      | 43° 55′ 58″ N, 66° 06′ 06″ O | 2019-242      |
| New Glasgow                                        | CBAF-FM-10  | 88.7 FM   | 1 200 watts  | A      | 45° 32′ 02″ N, 62° 38′ 10″ O |               |
| Mulgrave                                           | CBAF-FM-11  | 107.5 FM  | 39 170 watts | C      | 45° 35′ 56″ N, 61° 24′ 44″ O | 2015-76       |
| Margaree                                           | CBAF-FM-12  | 92.3 FM   | 82 watts     | A1     | 46° 23′ 00″ N, 61° 04′ 03″ O | 85-732        |
| Chéticamp                                          | CBAF-FM-13  | 103.9 FM  | 82 watts     | A      | 46° 34′ 41″ N, 60° 59′ 01″ O |               |
| Sydney                                             | CBAF-FM-14  | 95.9 FM   | 16 850 watts | B      | 46° 05′ 40″ N, 60° 08′ 48″ O | 2018-151      |
| Port-au-Port, Terre-Neuve-et-Labrador              | CBAF-FM-16  | 94.3 FM   | 1 034 watts  | B      | 48° 35′ 23″ N, 58° 39′ 40″ O | 2000-406      |
| Saint-Jean de Terre-Neuve, Terre-Neuve-et-Labrador | CBAF-FM-17  | 105.9 FM  | 45 600 watts | C      | 47° 32′ 04″ N, 52° 47′ 21″ O |               |